# 蔡慶華 (1906年)
蔡庆华（1906年—1973年3月19日），别号泰峰，男，安徽合肥人，中華民國陸軍少將。

## 生平
南京中央军校第六期第一总队交通科毕业。国立东南大学理科、法國步兵學校、法国战车学校、重庆国防研究院第一期毕业。1935年冬回国，任中央交通辎重学校战车教导营副营长，装甲兵团中校团副，第二零零师参谋处上校副处长，第五军参谋处少将处长。1941年初任军政部机械化司副司长。1942年1月至1944年1月在重庆国防研究院第一期学习。毕业后任中央机械化学校教育处长。1947年5月任陆军装甲兵学校（由机械化学校改编）第三处处长、教育长。1948年9月任装甲兵学校校长。1949年夏到台湾，任装甲兵旅副旅长，装甲兵副司令。1955年任陆军总司令部副参谋长。1961年春任国防部联合作战战术研究会委员。1962年退役，任台湾省烟酒专卖局顾问，出版有《蔡庆华将军事略》，1973年3月19日因心臟病逝於台北市三軍總醫院。